# Manitas de Plata
Pour les articles homonymes, voir Baliardo et Plata.
Manitas de Plata (littéralement « petites mains d'argent », correspondant à l'expression en français « doigts de fée »), de son vrai nom Ricardo Baliardo, né le 7 août 1921 à Sète dans une caravane et mort le 6 novembre 2014 à Montpellier,, est un guitariste français d'origine gitane.

## Biographie
Blond, presque roux, aux yeux bleus, les gitans l'appellent Blond, en prononçant « Beulon », avant qu'il ne soit connu des siens et du monde entier sous le nom de « Manitas de Plata ».

Né dans une famille de gitans d'origine catalane, Ricardo Baliardo, accompagné de son oncle Moro, de son frère Hypolite et de son cousin José Reyes, se distingue en jouant de la guitare, lors du pèlerinage aux Saintes-Maries-de-la-Mer. Il y est remarqué, le 24 mai 1955, par Lucien Clergue, venu assister le preneur de son Deben Bhattacharya (eng.) qui réalise un enregistrement ethnologique. Produit par Vogue Contrepoint, le disque sort en 1957 sous le titre Gitans aux Saintes-Maries-de-la-Mer, mais le nom des musiciens n'y est pas mentionné. Le poète Jean Cocteau intervient le 28 juillet 1959 pour que ses droits d'auteur soient reconnus : 
« Le disque ne ressemble pas à ces conserves de beauté qu'on nous livre dans la cellophane. Il est direct et pur comme le style flamenco et voilà de la beauté prise au piège. On me parle d'une chicane au sujet du droit. Cela m'étonne. Aucune danse flamenco ne se ressemble, malgré un rythme ancestral. Ce disque est admirable et bien à vous et à vos camarades. »
— Jean Cocteau

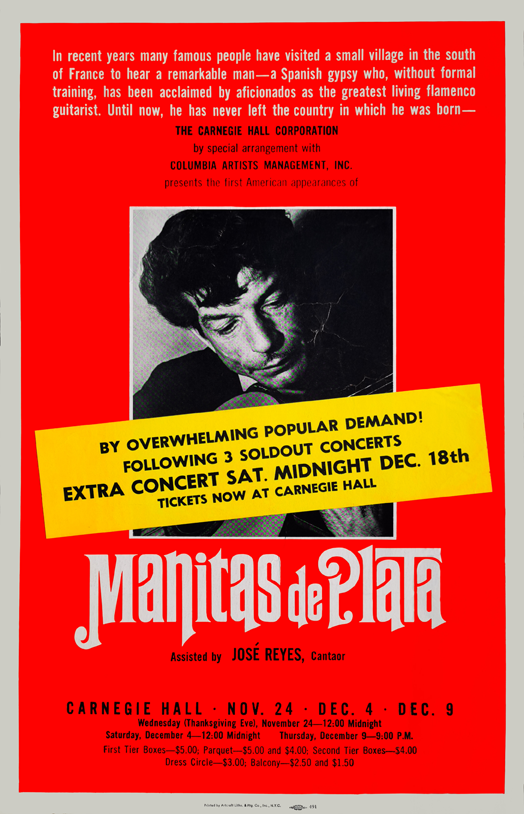
Premiers concerts de Manitas de Plata à New-York

En 1961, au Museum of Modern Art de New-York, le photographe français Lucien Clergue expose avec Bill Brandt — qui présente différentes sélections de ses Nus en perspective—, et Yasuhiro Ishimoto qui montre des images de personnes touchées par les phénomènes urbains (bâtiments dégradés, trafic, bidonvilles). Clergue, outre ses nus, montres des images graphiques de végétaux et un ensemble de photographies de Gitans. Ces dernières intriguent le producteur Alan Silver. Comprenant que Lucien Clergue est à quelques pas de lui, il l'interpelle et lui demande, par l'intermédiaire d'un traducteur si Manitas de Plata ne serait pas sur l'une des photos. Clergue acquiesce et lui demande pourquoi cet intérêt ? L'homme lui explique qu'il a entendu un enregistrement fait par un de ses amis, et qu'il voudrait lui faire enregistrer un disque et ne sait comment le contacter. Lucien Clergue va alors servir d'intermédiaire. L'enregistrement a lieu à Arles en octobre 1963, dans la Chapelle de la Charité qui jouxte l'Hôtel Jules César en présence de quelques amis du photographe dont Jean-Marie et Claude Magnan et un jeune couple dont le destin va devenir étroitement lié au guitariste : André Bernard et Josy Andrieu. Quelques mois plus tard, ce n'est pas un disque mais un coffret de trois 33 tours qui est largement diffusé aux États-Unis par le label new-yorkais Connoisseur Society. À partir de là, la carrière de Manitas de Plata prend un tel essor qu'un manager américain parvient à lui faire franchir l'Atlantique pour le produire sur la scène du prestigieux Carnegie Hall de New York, le 24 novembre 1965. Mais, pour cela, il faut un impresario répondant aux usages américains. Lucien Clergue s'en occupe, avec l'appui d'Alan Silver, qui le met en relation avec Kurt Weinhold, pour la signature des contrats, car Manitas de Plata est illettré et ne sait pas lire une note de musique. Le photographe devient de fait le représentant français de Manitas de Plata. Au-delà de la gestion administrative, Lucien Clergue passe un temps considérable sur ce dossier qui n'a rien de commun avec la création photographique. Il organise également les voyages et les tournées auxquels il prend part dès 1965. Mais lorsqu'ils reviennent en France, Lucien Clergue se rend compte qu'il ne peut continuer à s'occuper ainsi de Manitas de Plata même s'il a une réelle affection pour le gitan. Il confie alors la carrière de Manitas de Plata à André Bernard, son frère de cœur qui évolue dans le monde du spectacle et aura de biens meilleures compétences pour aider Manitas à devenir un artiste mondialement célèbre.
À partir de 1967, Manitas de Plata sort des disques et parcourt le monde en compagnie de son fils aîné, Manéro, un chanteur de Camargue, ou avec sa famille autour de lui. Il joue ainsi aux États-Unis, en Allemagne, en Italie, en Nouvelle-Zélande, à Singapour, en Angleterre, en Algérie…
Manitas a vendu plus de 93 millions d'albums, pour plus de 83 disques différents.
Son frère cadet, Hippolyte Baliardo, qui l'accompagnait aux débuts de sa carrière, meurt (âgé de 80 ans) le 27 mai 2009. Le 8 août, Manitas se produit aux arènes El Cordobes à Palavas-les-Flots (France), à l'occasion de la soirée hommage dédiée à son frère, mais également pour fêter son 88e anniversaire.
Il est l'artiste du monde flamenco, toutes tendances confondues, qui a le plus vendu d'albums dans le monde.
Il existe à l'ONU une permanence internationale du monde gitan, représentant ses populations diverses et variées, depuis que, lors d'un séjour aux États-Unis, Manitas a rencontré le secrétaire général de l'ONU (U Thant), et l'a convaincu de la nécessité d'une reconnaissance officielle de la nation gitane.
Son neveu, Jean-Pierre Cargol, surnommé « El Rey », interprète en 1969 le rôle de Victor dans le film de François Truffaut, L'Enfant sauvage. El Rey vit à Montpellier de sa musique.
Ses dessins sont exposés lors de la Première Mondiale d'Art Tzigane du 6 au 30 mai 1985, organisée par les Initiatives Tsiganes à la Conciergie de Paris.
Le 5 juillet 2012, son fils Manéro Baliardo meurt. Manitas de Plata fête son 90e anniversaire à La Grande-Motte, le 7 août 2011 et il se produit comme invité surprise le 31 octobre 2012 à l'Olympia, à l'âge de 91 ans.
Le 19 avril 2013, à son domicile de La Grande-Motte (qui en avait fait son citoyen d'honneur), il est victime d'un malaise cardiaque à la suite d'une baisse de tension et est placé en observation à l’hôpital de Montpellier.
Le 23 mai, il reçoit le Prix Romanès des Initiatives Tsiganes lors d'une cérémonie aux Saintes-Maries-de-la-Mer.
Le 20 juillet 2013, à 92 ans, il se prétend ruiné et malade et lance un appel à l'aide dans le journal La Dépêche du Midi.
Il est pris en main en septembre 2013 par l'association La Roue tourne qui vient en aide à des artistes malades, déchus ou accidentés de la vie.
Très fatigué et âgé, il apparaît pourtant, sur un fauteuil roulant, au pèlerinage des Saintes-Maries-de-la-Mer, le 24 mai 2014, entouré de quelques amis et de Bambo Baliardo, le dernier membre du groupe Los Baliardos qu'il avait fondé après sa séparation de José Reyes, son premier chanteur, avec lequel il avait joué au Carnegie Hall, à ses débuts. Le 7 juin, il fait un malaise et est transporté en urgence dans une clinique de Montpellier. Il y reste plus d'un mois en gériatrie-gérontologie, service qu'il quitte le 8 août 2014. Le 10 août, il est transféré dans une petite et modeste maison de retraite, la résidence foyer Carriera à Montpellier, gérée par le CCAS, sans pouvoir revenir chez lui.

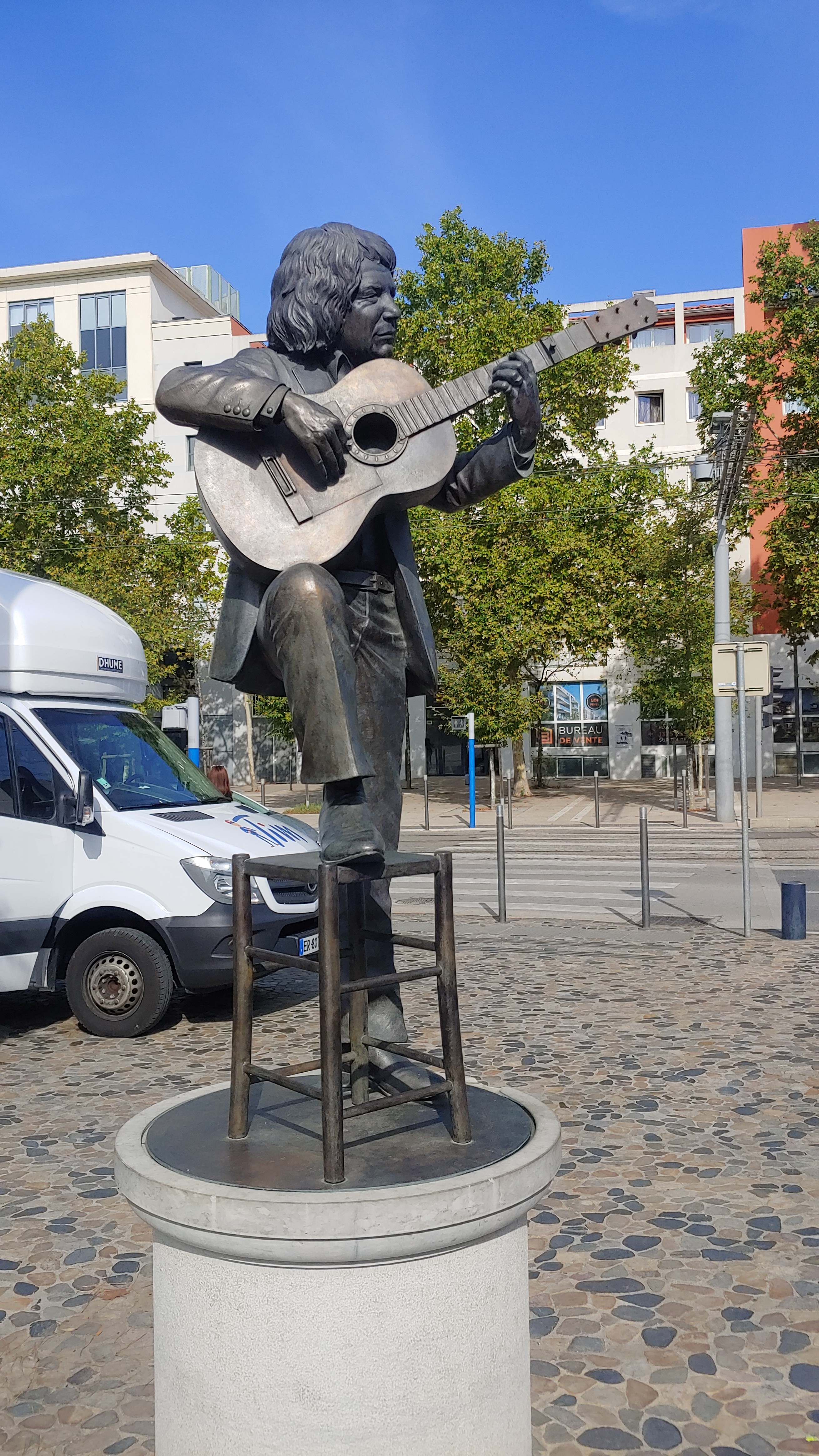
Statue de Manitas de Plata devant la mairie de Montpellier

Il meurt dans la nuit du 5 au 6 novembre 2014, à Montpellier, dans l’hôpital où il réside depuis plusieurs jours. Il est alors âgé de 93 ans.
Lors de ses obsèques, à Montpellier, commentées aux plans national et international, la communauté gitane lui rend hommage.

## Discographie sélective

### Album non crédité "Manitas de Plata"
- Gitans pèlerinage aux Saintes-Maries-de-la-Mer : album 1957, Vogue Contrepoint

### Albums parus sous le nom de Manitas de Plata
Albums new-yorkais
- Guitarra Flamenco – 1965, Vanguard[n 1] – VRS 9203[11],[12] (ou VSD-79203 – Décembre 1965) (Titres : A1 Bulerias (3:30); A2 Granadinas (5:52); A3 Tarantas (8:15); A4 Alegrias Del Cante (5:11); A5 Sevillanas (1:52); B1 Soleares Gitanas (5:58); B2 Levantes (9:55); B3 Farruca (3:37); B4 Jota (4:32))[13],[14] (ce disque se présente comme le tout premier enregistrement de Manitas)
- Flamenco Guitar – 1965, Connoisseur Society[n 1] – CS 263[15] (Titres : A1 Bulerias De Plata (8:44); A2 Moritas Moras De Plata (12:03); B1 Tarantas (5:46); B2 Malagueñas Flamencas (8:50); B3 Zambra-Rhumba Trio (5:20))
- Flamenco Guitar : album 1965, Connoisseur Society – SRL 8643, Book-Of-The Month Club – SRL 8643, The Classics Record Library – SRL 8643 (Titres : A1 Algerias Clasicas; A2 Seguiriyas; A3 Farruca; B1 Jota; B2 Malagueñas Flamencas; B3 Soleares Gitanas; C1 Granadinas; C2 Tarantas; C3 Bulerias; D1 Saeta; D2 Levantes; D3 Tarantas Y Bulerias; E1 Moritas Moras; F1 Tarantas; F2 Sevillanas; F3 Fandangos)[16] (3 vinyles LP, compilation, stéréo)

Titres en gras : titres enregistrés à la chapelle de la Charité à Arles, France, Octobre 1963 et parus sur les deux premiers albums originaux (new-yorkais).
Titres en gras et en italique : titres enregistrés à la chapelle de la Charité à Arles, France, Octobre 1963, parus sur les deux premiers albums originaux et présents également sur la compilation 3 vinyles.
Albums français
- Guitarra Flamenco – 1965, Philips 844.535 PY (ou Philips 849.477 : édition européenne à la pochette totalement différente) (Titres : A1 Bulerias (3:30); A2 Granadinas (5:52); A3 Tarantas (8:15); A4 Alegrias Del Cante (5:11); A5 Sevillanas (1:52); B1 Soleares Gitanas (5:58); B2 Levantes (9:55); B3 Farruca (3:37); B4 Jota (4:32)) (ce disque se présente comme le tout premier enregistrement de Manitas) (réédition française (sous le même nom) de l'album Guitarra Flamenco paru sous le label new-yorkais Vanguard)
- Manitas de Plata – 1966, Philips 844.538 PY[18] (ou Philips 70-361[19]) (Titres : A1: Bulerias De Plata (8:44); A2: Moritas Moras De Plata (12:03); B1: Tarantas (5:46); B2: Malagueñas Flamencas(8:50); B3: Zambra-Rhumba Trio (5:20)) (réédition française (éponyme) de l'album Flamenco Guitar paru sous le label new-yorkais Connoisseur Society)
- (N°2) Aux Saintes-Maries-de-la-Mer – 1966, Philips – 844.539, Philips – 844.539 PY (ou Philips P 70.394 L) (Titres : A1: Fandangos; A2: Tarantas Y Bulerias; A3: Gypsy Rhumba; B: Moritas Moras)
- Guitare et Poésie flamenca poèmes dits en français par Robert Etcheverry  – 1968, CBS
- Manitas de Plata et ses guitares gitanes – 1972, CBS 65020
- Lores de mi corazon – 1999, Troubadour Records

Titres en gras : titres enregistrés à la chapelle de la Charité à Arles, France, Octobre 1963 et parus sur les deux premiers albums originaux (français).

## Distinctions
- Prix Romanès 2013 des Initiatives Tsiganes pour l'ensemble de sa carrière, lors d'une cérémonie aux Saintes-Maries-de-la-Mer[20]
- Commandeur de l'ordre des Arts et des Lettres au titre de « musicien » (2003)[21]